# Дюбанок, Инна Николаевна
Инна Николаевна Дюбанок (родилась 20 февраля 1990 в Можайске) — российская хоккеистка, защитница уфимской команды «Агидель» и сборной России.
Участница Олимпийских игр (2010, 2014), бронзовый призёр чемпионата мира (2013), чемпионка России (2006, 2007, 2009, 2011—2013), серебряный призёр чемпионатов России (2008, 2010).

## Биография
Инна начала заниматься хоккеем в родном городе. Её первым тренером стал Николай Хлебников, работавший в можайской ДЮСШ. Окончив школу, Инна устроилась в хоккейный клуб «Торнадо», в котором играла до 2013 года, выиграв шесть раз чемпионат России. С 2013 года она защищает цвета уфимской команды «Агидель».
В сборной она выступает с 2008 года. Участвовала в Олимпиаде 2010 года в Ванкувере, в составе сборной на чемпионате мира в Оттаве в 2013 году стала бронзовым призёром.

## Достижения
- Участница Олимпийских игр: 2010
- Бронзовый призёр чемпионата мира: 2013
- Чемпионка зимней Универсиады: 2017
- Чемпионат России:
  - Чемпионка: 2006, 2007, 2009, 2011, 2012, 2013
  - Серебряный призёр: 2008, 2010

## Дисквалификация
12 декабря 2017 года решением Международного олимпийского комитета за нарушение антидопинговых правил аннулированы результаты полученные на  Олимпийских игр 2014 года в Сочи и пожизненно отстранена от участия в Олимпийских играх.